# High Times: Singles 1992-2006
High Times: Singles 1992 - 2006 es el nombre del séptimo álbum de Jamiroquai.
Está disponible de tres maneras, la primera es un CD simple, el cual trae los 19 mejores temas de la banda, la segunda es un CD doble, el cual uno es como la versión recién detallada, y el otro es un CD con 10 remixes, y por último la tercera es un DVD, este contiene todos los videos de la banda desde su puesta en escena en 1992. Aunque hay una pequeña polémica en torno a los temas, ya que están ausentes grandes temas como "Main Vein", "You Give Me Something",  "You Are My Love","Travelling Without Moving" o "King For A Day". 
Las fechas de lanzamiento de este disco fueron:
- 1 de noviembre - Japón
- 3 de noviembre - Alemania
- 4 de noviembre - Australia
- 6 de noviembre - Reino Unido / Francia
- 12 de noviembre - Chile
- 14 de noviembre - Argentina
- 16 de noviembre - Colombia

## Lista de canciones del primerCD
1. "When You Gonna Learn?" - (Emergency on Planet Earth)
2. "Too Young To Die" - (Emergency on Planet Earth)
3. "Blow Your Mind" - (Emergency on Planet Earth)
4. "Emergency On Planet Earth" - (Emergency on Planet Earth)
5. "Space Cowboy" - (The Return of the Space Cowboy)
6. "Virtual Insanity" - (Travelling without Moving)
7. "Cosmic Girl" - (Travelling without Moving)
8. "Alright" - (Travelling without Moving)
9. "High Times" - (Travelling without Moving)
10. "Deeper Underground" (Synkronized BonusTrack)
11. "Canned Heat" - (Synkronized)
12. "Little L" - (A Funk Odyssey)
13. "Love Foolosophy" - (A Funk Odyssey)
14. "Corner Of The Earth" - (A Funk Odyssey)
15. "Feels Just Like It Should" - (Dynamite)
16. "Seven Days In Sunny June" - (Dynamite)
17. "(Don't) Give Hate A Chance" - (Dynamite)
18. "Runaway" - (Nuevo tema)
19. "Radio" - (Nuevo tema)
20. "Half The Man" - (The Return of the Space Cowboy) ¹

## Lista de canciones del segundoCD
1. "Emergency On Planet Earth (Masters At Work remix)" (7.10)
2. "Space Cowboy (David Morales remix)" (7.52)
3. "Love Foolosophy (Knee Deep remix)" (8.27)
4. "Little L (Bob Sinclar remix)" (7.24)
5. "Cosmic Girl (Tom Belton remix)" (7.46)
6. "Dynamite (Phil Asher remix)" (7.40)
7. "Seven Days In Sunny June (Ashley Beedle remix)" (7.54)
8. "Virtual Insanity (Salaam Remi remix)" (5.41)
9. "You Give Me Something (Blacksmith R&B remix)" (4.02)
10. "Supersonic (Restless Souls/Phil Asher remix)" (8.26)

- ¹ = Este tema vendrá como BonusTrack en la versión japonesa del álbum.

- Datos: Q1617886